# UFC 242
UFC 242: Khabib vs. Poirier — турнир по смешанным единоборствам, организованный Ultimate Fighting Championship, который был проведён 7 сентября 2019 года в спортивном комплексе "du Arena" в городе Абу-Даби, ОАЭ.
В главном бою вечера Хабиб Нурмагомедов победил Дастина Порье удушающим приёмом в 3-м раунде и защитил чемпионский титул UFC в лёгком весе. В соглавном бою вечера Пол Фелдер победил Эдсона Барбозу раздельным решением судей.

## Подготовка турнира
Событие стало третьим запланированным в Абу-Даби турниром UFC после UFC Fight Night: Ногейра vs. Нельсон, состоявшегося в апреле 2014 года.
В качестве заглавного события турнира запланирован объединяющий поединок за титул чемпиона UFC в лёгком весе между действующим чемпионом Хабибом Нурмагомедовым и временным чемпионом Дастином Порье. Для Нурмагомедова этот поединок станет второй защитой чемпионского титула после того, как он завоевал вакантный пояс чемпиона в бою против Эла Яквинты на UFC 223 в апреле 2018 года и защитил его в октябре 2018 года, победив Конора Макгрегора на UFC 229. Пуарье завоевал титул временного чемпиона UFC в апреле 2019 года,  победив на UFC 236 поднявшегося в лёгкий вес Макса Холлоуэя. Временный титул был разыгран между Пуарье и Холлоуэем в связи с временным отстранением Нурмагомедова от боёв, назначенным Атлетической комиссией Невады после инцидента между членами команд Нурмагомедова и Макгрегора на UFC 229.

### Изменения карда турнира
На турнире был запланирован бой в лёгком весе между россиянином Магомедом Мустафаевым и Доном Мэджем. Однако 18 августа стало известно, что Мустафаев был снят с карда турнира по неизвестным причинам. Для Мэджа была найдена замена соперника в лице дебютанта Фареса Зиама.
На турнире российский боец Адам Яндиев должен был встретиться с дебютантом Пунахеле Сориано. Однако Яндиев снялся с боя в середине августа, сославшись на травму колена, и бой был отменен.
На турнире был запланирован бой в лёгком весе, в котором должны были встретиться Халид Таха и Бруну Густаву да Силва. Однако 21 августа стало известно, что бой перенесли на UFC 243.
Во время взвешивания Сара Морас весила 138 фунтов, что на 2 фунта больше, чем предел для женского легчайшего веса, равный 136 фунтов. Она была оштрафована на 20% своего гонорара, и ее бой с Лианой Джоджуа проходил в промежуточном весе.

## Результаты турнира
| Бой п/п | Весовая категория     | Участники и результат боя                                  | Участники и результат боя | Участники и результат боя | Участники и результат боя | Участники и результат боя | Способ победы                                       | Раунд | Время | Примечание                                                   |
|         |                       | Основной кард (Main Card, PPV)                             |                           |                           |                           |                           |                                                     |       |       |                                                              |
| Бой 13  | Лёгкий веc            | Хабиб Нурмагомедов                                         | Ч                         | поб.                      | Дастин Порье              | ВЧ                        | Сдача, удушающий прием (удушение сзади)             | 3     | 2:06  | Бой за титул чемпиона UFC в лёгком весе. Выступление вечера. |
| Бой 12  | Лёгкий вес            | Пол Фелдер                                                 | #10                       | поб.                      | Эдсон Барбоза             | #7                        | Раздельное решение (27–30, 29–28, 30–27)            | 3     | 5:00  |                                                              |
| Бой 11  | Лёгкий веc            | Ислам Махачев                                              | #15                       | поб.                      | Дави Рамус                |                           | Единогласное решение (29–27, 30–26, 30–26)          | 3     | 5:00  |                                                              |
| Бой 10  | Тяжёлый веc           | Кёртис Блейдс                                              | #4                        | поб.                      | Шамиль Абдурахимов        | #9                        | Технический нокаут (удар локтем и добивание руками) | 2     | 2:22  |                                                              |
| Бой 9   | Лёгкий веc            | Карлус Диегу Феррейра                                      |                           | поб.                      | Майрбек Тайсумов          |                           | Единогласное решение (29–28, 29–27, 29–27)          | 3     | 5:00  |                                                              |
|         |                       | Предварительные бои (Prelims, ESPN+)                       |                           |                           |                           |                           |                                                     |       |       |                                                              |
| Бой 8   | Жен. наилегчайший вес | Джоанн Калдервуд                                           | #5                        | поб.                      | Андреа Ли                 | #6                        | Раздельное решение (28–29, 30–27, 29–28)            | 3     | 5:00  |                                                              |
| Бой 7   | Полулегкий вес        | Зубайра Тухугов                                            |                           | ничья                     | Лерон Мёрфи               | д                         | Раздельное решение (28–29, 29–28, 28–28)            | 3     | 5:00  |                                                              |
| Бой 6   | Промежуточный вес *   | Сара Морас                                                 |                           | поб.                      | Лиана Джоджуа             | д                         | Технический нокаут (удары руками и локтями)         | 3     | 2:26  |                                                              |
| Бой 5   | Лёгкий вес            | Оттман Азайтар                                             | д                         | поб.                      | Тиему Пакален             |                           | Нокаут (удар рукой)                                 | 1     | 3:31  | Выступление вечера                                           |
|         |                       | Ранние предварительные бои (Early Prelims, UFC Fight Pass) |                           |                           |                           |                           |                                                     |       |       |                                                              |
| Бой 4   | Полусредний вес       | Белал Мухаммад                                             |                           | поб.                      | Такаси Сато               |                           | Сдача, удушающий прием (удушение сзади)             | 3     | 1:55  | Выступление вечера                                           |
| Бой 3   | Полусредний вес       | Муслим Салихов                                             |                           | поб.                      | Нордин Талеб              |                           | Нокаут (удары руками)                               | 1     | 4:26  | Выступление вечера                                           |
| Бой 2   | Средний вес           | Омари Ахмедов                                              |                           | поб.                      | Зак Каммингс              |                           | Единогласное решение (30–27, 30–27, 29–28)          | 3     | 5:00  |                                                              |
| Бой 1   | Легкий вес            | Дон Мэдж                                                   |                           | поб.                      | Фарес Зиам                | д                         | Единогласное решение (30–27, 30–27, 29–28)          | 3     | 5:00  |                                                              |

## Бонусы
Следующие бойцы получили бонусные выплаты в размере $50 000:
- Лучший бой вечера: бонус не присуждался

- Выступление вечера: Хабиб Нурмагомедов, Оттман Азайтар, Белал Мухаммад и Муслим Салихов